# فلوريان تودور
فلوريان تودور (بالرومانية: Florian Tudor)‏ هو مجدف روماني، ولد في 23 مايو 1973 في برايلا في رومانيا.

## وصلات خارجية
- فلوريان تودور على موقع الاتحاد الدولي للتجديف (الإنجليزية)
- فلوريان تودور على موقع اللجنة الأولمبية الدولية (الإنجليزية)
- فلوريان تودور على موقع أوليمبيديا (الإنجليزية)